# Octopus robsoni
Octopus robsoni är en bläckfiskart som beskrevs av Adam 1941. Octopus robsoni ingår i släktet Octopus och familjen Octopodidae. Inga underarter finns listade i Catalogue of Life.